# Rafinacija zlata
Rafinacija zlata je proces kojim zlato pročišćavamo od nečistoća odnosno drugih plemenitih ili neplemenitih metala. U prirodi je zlato vrlo često stopljeno sa srebrom, te ga je potrebno odvojiti od spomenutog. Kroz povijest u uporabi je bio veći broj postupaka kojima se ovo postizalo.
Najstariji plemeniti metali često su bili mješavine zlata i srebra - ova se prirodna slitina naziva elektrum. S početkom uporabe metalnog novca javila se i potreba za rafinacijom zlata, kako bi se priredilo zlato određene zajamčene čistoće. Kupelacijom je bilo moguće odvojiti zlato i srebro od olova, ali srebro od zlata ne.
Tako su prvi postupci rafinacije bili osmišljeni kako bi se srebro odvojilo od zlata. Najčešće korišten od starih postupaka bio je postupak cementacije pomoću soli. Postoje arheološki dokazi o korištenju ovog procesa u šestom stoljeću prije Krista, u Sardisu, u Lidiji. U postsrednovjekovnom razdoblju korišteni su i postupci koji koriste antimon i sumpor ili kiseline. U moderno doba dva najznačajnija postupka su Millerov, baziran na kloriranju, patentiran u Australiji 1867. i Wohlwillov postupak baziran na elektrolizi iz 1874. Oba se ova postupka koriste i danas, Millerov daje zlato čistoće 99,95% a potonji 99,999%.